# Dittmannsdorf (Penig)
Dittmannsdorf ist ein Ortsteil der Stadt Penig im Landkreis Mittelsachsen (Freistaat Sachsen). Der Ort wurde am 1. April 1935 eingemeindet.

## Geografie
Dittmannsdorf liegt direkt nördlich von Penig. Der durch den Ort fließende Bach mündet in Penig in die Zwickauer Mulde.

## Geschichte

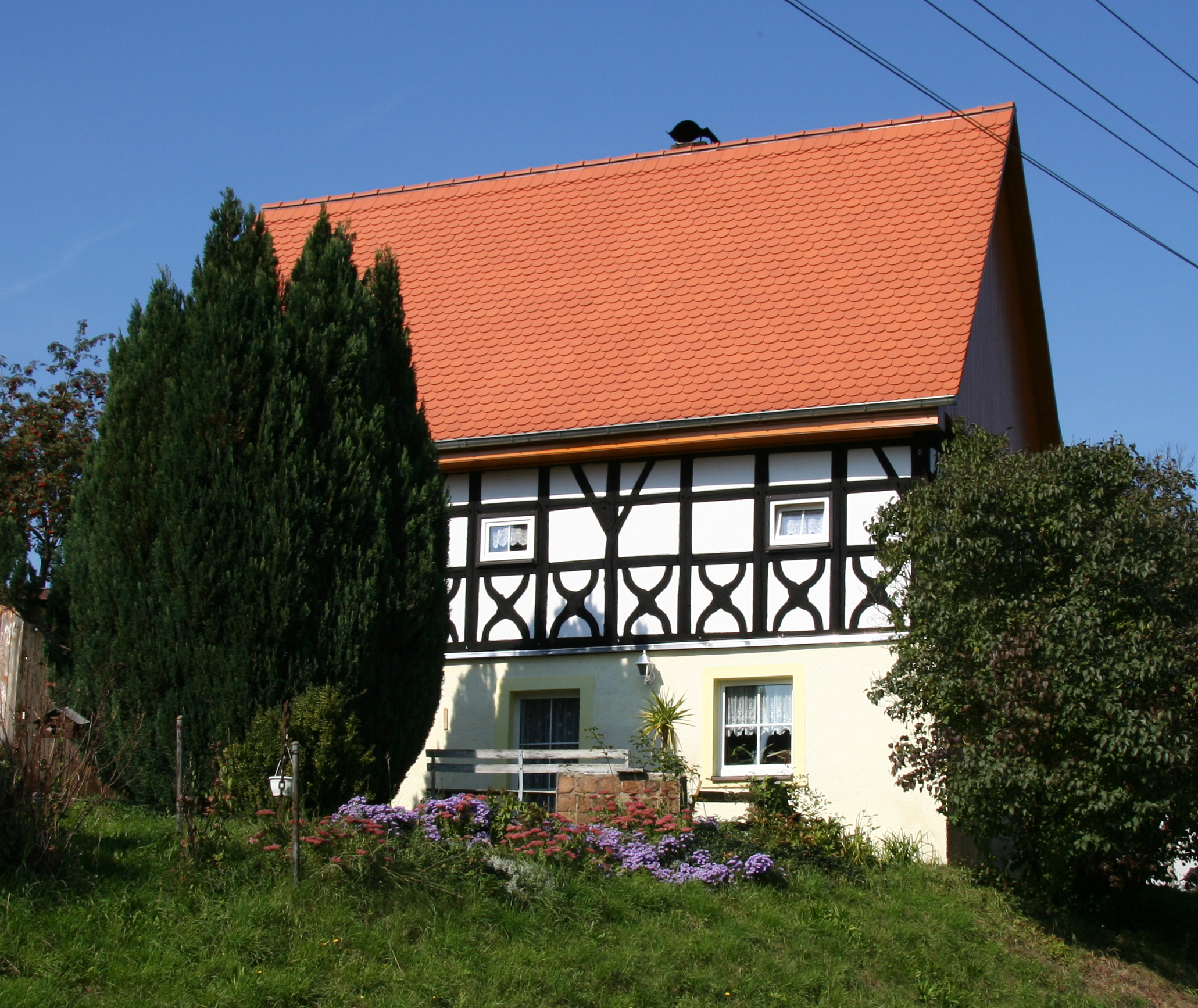
Dittmannsdorf, Fachwerk

Dittmannsdorf, das „Dorf eines Dietmar“ wurde im Zuge der deutschen bäuerlichen Kolonisation um 1180 angelegt. Der Ort gehörte in der Folgezeit zum Amt Rochsburg, das im Jahr 1548 durch Kauf an das Haus Schönburg gekommen war, jedoch als „Schönburgische Landesherrschaft“ unter der Oberhoheit des albertinischen Kurfürstentums Sachsen stand.
Im 19. Jahrhundert war Dittmannsdorf mit der 1833 eingemeindeten Vorstadt Altpenig zusammengewachsen. Zwei Jahre später wurde der Ort mit dem Amt bzw. der Herrschaft Rochsburg in das königlich-sächsische Amt Rochlitz integriert. Ab 1856 gehörte Dittmannsdorf zum Gerichtsamt Penig und ab 1875 zur Amtshauptmannschaft Rochlitz.
Am 1. April 1935 wurde Dittmannsdorf nach Penig eingemeindet.

## Verkehr
Westlich von Dittmannsdorf befindet sich die Bundesautobahn 72 mit der Abfahrt „Penig“. Durch den Ort verlief die  1990 eingestellte Bahnstrecke Narsdorf–Penig ohne Halt.